# Буркхард, Тьерри
Тьерри Буркхард (фр. Thierry Burkhard; род. 30 июля 1964, Делль) — французский армейский генерал, начальник Главного штаба Вооружённых сил Франции (с 2021 года).

## Биография
Окончил Сен-Сир (выпуск имени Свободной Франции), затем Пехотную школу в Монпелье. В 1989 году начал службу во 2-м парашютном полку Иностранного легиона в Кальви, где командовал подразделением коммандос и в 1992 году получил звание капитана. К 1996 году стал командиром роты с опытом действий в Гвиане, Ираке, бывшей Югославии, Чаде и Габоне. В 2000 году получил под своё командование батальон 4-го учебного полка Легиона.
В 2008—2010 годах занимал должность начальника штаба 13-й полубригады Иностранного легиона в Джибути. В 2010—2013 годах отвечал за связи с общественностью в Главном штабе Вооружённых сил, в 2013—2015 годах состоял военным советником Национального центра по борьбе с терроризмом при администрации президента Франции, с 2015 года служил в Центре планирования и проведения операций Главного штаба Вооружённых сил Франции, 31 августа 2018 года назначен инспектором сухопутных войск, в 2019 году — начальником Главного штаба сухопутных войск. За годы военной карьеры выполнял различные задачи в Кот-д'Ивуаре и Афганистане.
22 июля 2021 года назначен начальником Главного штаба Вооружённых сил Франции после отставки генерала Лекуантра. Первой задачей Буркхарда в новой должности стало осуществление объявленного сокращения французского военного присутствия в зоне Сахеля, где насчитывается около 5000 французских военнослужащих (в частности, необходимо закрытие нескольких военных баз в северной части Мали).
15 августа 2021 года началась операция Agapan по эвакуации из Афганистана французских граждан ввиду триумфального наступления группировки Талибан, и 29 августа Буркхард сообщил в своём Твиттере, что вместе с премьер-министром Кастексом и министром Вооружённых сил Флоранс Парли встретил на 107-й авиабазе в Велизи-Виллакубле последний военно-транспортный самолёт с военнослужащими и дипломатами. Всего за период с 17 по 27 августа двадцатью шестью рейсами самолётов Airbus A400M и C-130 Hercules из Кабула в Абу-Даби были вывезены 2834 человека, включая более 2600 афганских беженцев.
15 августа 2022 года французские войска были полностью выведены из Мали, при этом ещё в июле Буркахрд заявил, что антифранцузские и антизападные настроения в этой стране стали реальностью.

## Награды
- Орден «За заслуги» II степени (4 сентября 2023 года, Украина) — за весомый личный вклад в укрепление межгосударственного сотрудничества, поддержку государственного суверенитета и территориальной целостности Украины, популяризацию Украинского государства в мире[8]
- Орден Орлиного креста II степени (2024 год, Эстония)[9]
- Великий офицер ордена Звезды Румынии (14 июля 2025 года, Румыния)[10]